# Bernd Duvigneau
Bernd Duvigneau (Magdeburgo, 3 dicembre 1955) è un ex canoista tedesco.
Ha vinto una medaglia d'oro nel K4 1000 m a Mosca 1980 e una di bronzo a Montréal 1976.

## Palmarès
- Olimpiadi
  - Montréal 1976: bronzo nel K4 1000 m.
  - Mosca 1980: oro nel K4 1000 m.

- Mondiali
  - 1974: oro nel K4 1000 m.
  - 1978: oro nel K4 500 m e K4 1000 m.
  - 1979: oro nel K4 500 m e K4 1000 m.